# Sampi
Das Sampi (neugriechisches Neutrum Σαμπί, Majuskel: Ͳ/Ϡ, Minuskel: ͳ/ϡ) ist ein Buchstabe, der in einigen vorklassischen Varianten des griechischen Alphabets vorkam. Es bezeichnete wahrscheinlich eine dialektale Aussprachevariante von [ss] oder einen ähnlichen Laut, wie z. B. [ts]. Es hatte in seiner antiken Verwendung als Buchstabenzeichen die Form . In seiner Verwendung als Zahlzeichen hat sich seine Form in byzantinischer Zeit über ,  und  zum modernen Zeichen ϡ () entwickelt. Es hat nach dem milesischen System den Zahlwert 900.

## Ursprung
Der Ursprung des Sampi ist ungeklärt. Es könnte entweder direkt oder als Weiterentwicklung des archaischen griechischen Buchstabens San (Ϻ) aus dem phönizischen Sade () hervorgegangen sein. Das Sade bezeichnete im Phönizischen den emphatischen s-Laut. Das San war aus dem Sade hervorgegangen und wurde in einigen Varianten des griechischen Alphabets anstelle des Sigma für den /s/-Laut verwendet.
Allerdings ist das Sampi in der alphabetischen Reihenfolge nicht an der Stelle des Sade bzw. San zwischen Pi und Qoppa eingeordnet, sondern steht ganz am Ende hinter Omega. Das würde eher darauf hinweisen, dass das Sampi eine spätere Neuschöpfung war.
Der Name Sampi ist ebenfalls nicht hinreichend geklärt. Er könnte mit dem Namen San zusammenhängen. Eine Möglichkeit wäre auch, dass er auf ὡσὰν πῖ hōsàn pî „wie Pi“ zurückgeht und auf die äußerliche Ähnlichkeit zwischen Sampi und Pi hinweist.

## Verwendung als Buchstabe
In einigen Alphabeten Ioniens (Teos, Ephesus, Kyzikos und Halikarnassos) und Pamphyliens (Perge, Sillyon) kommt ein spezieller Buchstabe mit der Form  bzw.  vor. Dabei handelt es sich wahrscheinlich um den Vorläufer des Sampi. Dieses Zeichen ist im 6. bis 5. Jahrhundert v. Chr. in ionischen und im 4. bis 2. Jahrhundert v. Chr. in pamphylischen Inschriften belegt und steht an Stellen, wo in den meisten Dialekten σσ (ss) und im klassischen Attischen ττ (tt) steht, z. B. ΘΑΛΑΑ statt ΘΑΛΑΣΣΑ (thálassa) bzw. ΘΑΛΑΤΤΑ (thálatta). Wie diese Buchstabenverbindung in der Antike ausgesprochen wurde, ist umstritten. Da sie aber sprachhistorisch auf *kj zurückgeht, scheint die Aussprachevariante /ts/ möglich. Dass das Sampi später durch σσ ersetzt wurde, könnte dann darauf hinweisen, dass die Aussprache sich von /ts/ zu /ss/ gewandelt hatte.

## Verwendung als Zahlzeichen
Im System der griechischen Zahlen sind drei archaische Buchstaben als Zahlzeichen beibehalten worden: das Digamma (Ϝ, heute vertreten durch Stigma, ϛ) für 6, das Qoppa (ϟ) für 90 und das Sampi (Ϡ) als letztes Zahlzeichen für 900. Die griechischen Zahlzeichen entstanden ebenso wie die bis heute gebräuchliche Standardvariante des griechischen Alphabets in der ionischen Stadt Milet. Dies ist dieselbe Region, in der vorher auch Sampi als alphabetischer Buchstabe verwendet worden war (belegt vor allem in Halikarnass und Ephesus, seit kurzem auch in Funden aus Milet selbst). Deshalb scheint es wahrscheinlich, dass der Buchstabe übernommen wurde, um die Zahlzeichen zu komplettieren. Ursprünglich hatte das Zahlzeichen die Form . In dieser Form ist er auch im gotischen Alphabet als Zahlzeichen für 900 übernommen worden. In den mittelalterlichen Handschriften erhielt das Sampi seine heutige Form Ϡ.

## Computerdarstellung
| Unicodenummer | Zeichen (400 %) | Kategorie      | Offizielle Bezeichnung             | Beschreibung                            |
| ------------- | --------------- | -------------- | ---------------------------------- | --------------------------------------- |
| U+0372 (882)  | Ͳ               | Großbuchstabe  | GREEK CAPITAL LETTER ARCHAIC SAMPI | Griechischer Großbuchstabe altes Sampi  |
| U+0373 (883)  | ͳ               | Kleinbuchstabe | GREEK SMALL LETTER ARCHAIC SAMPI   | Griechischer Kleinbuchstabe altes Sampi |
| U+03E0 (992)  | Ϡ               | Großbuchstabe  | GREEK LETTER SAMPI                 | Griechischer Großbuchstabe Sampi        |
| U+03E1 (993)  | ϡ               | Kleinbuchstabe | GREEK SMALL LETTER SAMPI           | Griechischer Kleinbuchstabe Sampi       |